# Brown Moves into Town
Brown Moves into Town è un cortometraggio muto del 1912 diretto da Pierce Kingsley.

## Produzione
Il film fu prodotto dall'Independent Moving Pictures Co. of America (IMP).

## Distribuzione
Il cortometraggio uscì nelle sale il 3 febbraio 1912, distribuito dalla Motion Picture Distributors and Sales Company. Nelle proiezioni, veniva programmato con il sistema dello split reel, accorpato in un'unica bobina con un altro cortometraggio, la commedia O'Brien's Busy Day.